# Subsistema Windows para Linux
Subsistema Windows para Linux (do inglês Windows Subsystem for Linux) e abreviado como WSL é um módulo do sistemas operacionais Windows 10, 11 e Server 2019 que visa a disponibilizar um ambiente Linux compatível no sistema da Microsoft, de forma que se possam executar programas (baseados em texto) nativos dos sistemas GNU/Linux dentro do próprio Windows sem a necessidade de emuladores ou do uso de máquinas virtuais. Vários distribuições Linux distintos podem em princípio ser instalados sobre este módulo.
Outras distribuições linux podem ser paralelamente ou substitutivamente instaladas sobre o mesmo módulo, a exemplo as distribuições OpenSUSE e Arch Linux; o que leva à mudança do nome do subsistema do ponto de vista do usuário.

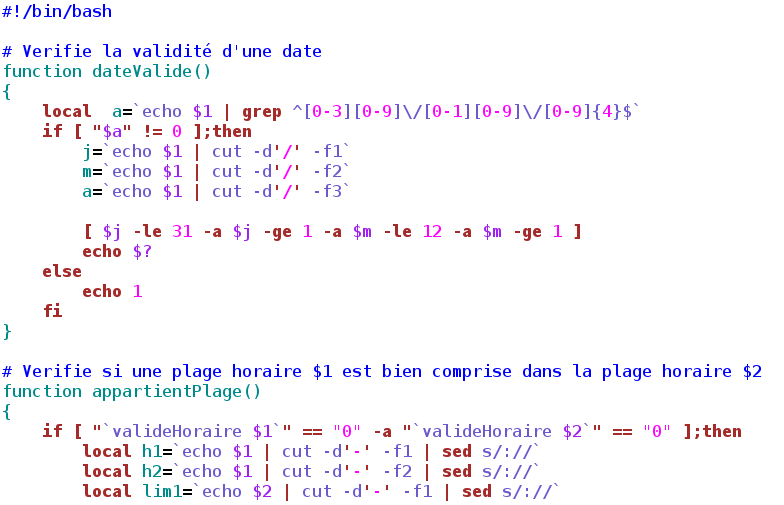
Códigos e scripts em bash agora podem ser executados diretamente no Windows

## Bash on Ubuntu on Windows
Fruto de uma parceria entre a Microsoft e a Canonical - empresa responsável pela distribuição linux Ubuntu - e executando no Windows papel parecido ao que o Wine executa nos sistemas Linux, o módulo Bash on Ubuntu on Windows, assim como o Wine, não é um emulador. O módulo implementa de forma integrado ao Windows todas as sub rotinas nativas do sistema Ubuntu necessárias à execução dos programas, scripts ou comandos nativos.
O módulo disponibiliza ao usuário o bash, o shell padrão nos sistemas GNU/Linux, e executa os comandos inseridos, afetando inclusive o sistema de arquivos e as configurações do Windows, de forma muito semelhante à que o faria nos sistemas linux (ou do tipo unix).
A partir do Bash on Ubuntu on Windows se pode executar o comando apt-get presente no Ubuntu, de forma que todos os programas disponibilizados nos repositórios do Ubuntu podem em princípio ser livremente instalados no ambiente Windows, bastando a presença de conexão à internet.
O módulo dá suporte basicamente aos programas baseados em texto. Ao contrário do que se verifica com o Wine, a parte os programas mais simples, a execução de programas que requeiram ambiente gráfico ainda não se encontra implementada.

## Subsistema Windows para Linux
Subsistema Windows para Linux (do inglês Windows Subsystem for Linux) ou WSL é uma camada de compatibilidade criada para reproduzir binários executáveis do Linux (no formato ELF) nativamente no Windows 10. Microsoft e Canonical estabeleceram uma parceria para habilitar uma imagem genuína baseada no Ubuntu Trusty Tahr para ser descarregada e extraída para a máquina local do usuário, e para as ferramentas e utilitários incluídas nessa imagem para serem executadas nativamente sobre o WSL. O WSL fornece uma interface de núcleo compatível com o Linux desenvolvida pela Microsoft (sem nenhum código Linux), com os binários do modo usuário do Ubuntu sendo executados sobre ela.
O subsistema não pode executar todos os aplicativos Linux, como a sua interface gráfica de usuário ou aqueles que necessitam dos serviços do kernel Linux. Porém, isso pode ser contornado através da execução de uma interface gráfica X Window System, por meio de um servidor externo baseado no X System, como o Xming ou o Cygwin/X.
O subsistema teve suas origens no fracassado Projeto Astoria, que habilitava a execução de aplicativos Android no Windows 10 Mobile. O subsistema foi incorporado ao Windows 10 Insider Preview na compilação 14316 e é parte da Atualização de Aniversário do Windows 10.